# Bruce McCandless

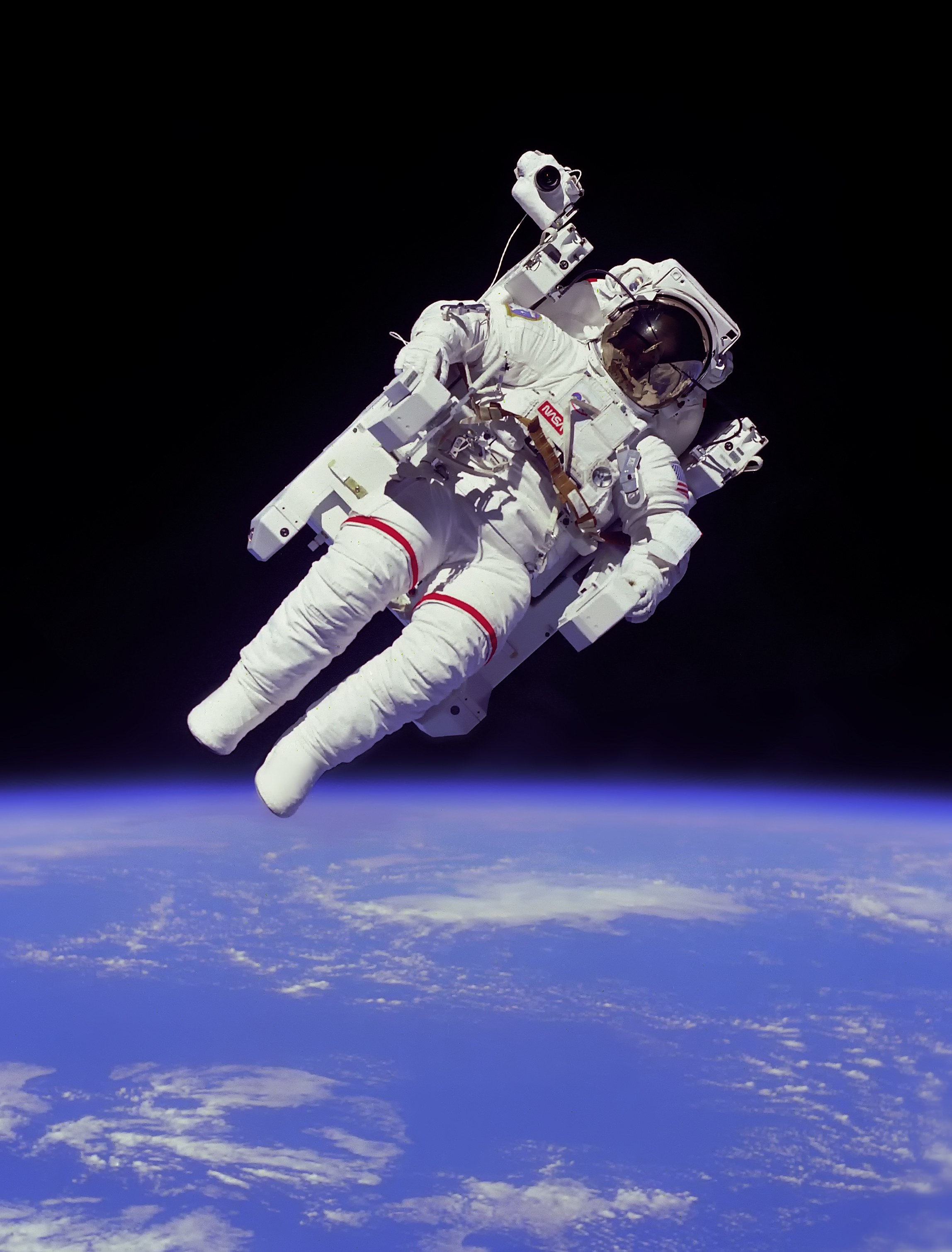
Bruce McCandless wyposażony w plecak MMU podczas spaceru kosmicznego

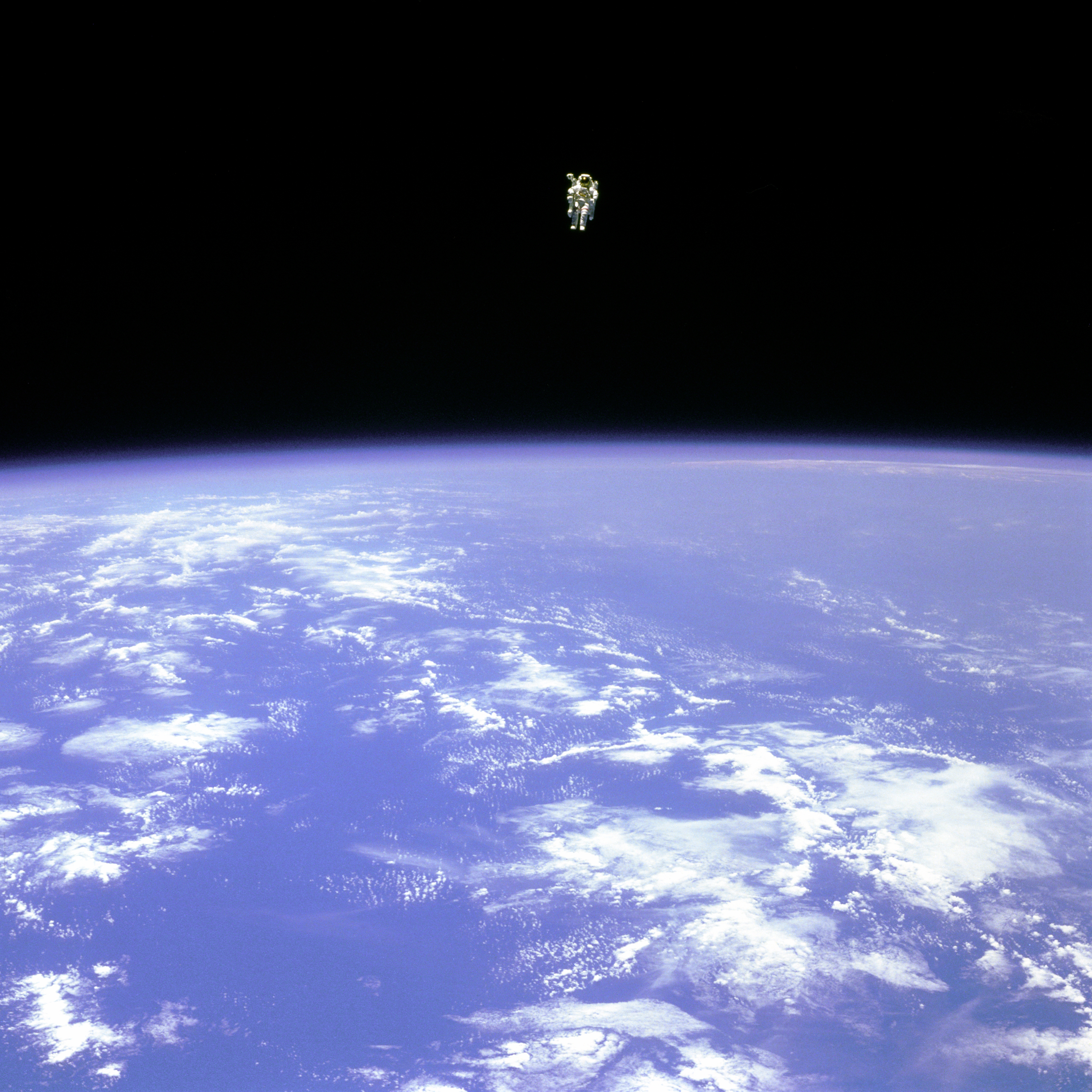
Astronauta podczas spaceru kosmicznego oddalił się na ok. 100 m od wahadłowca

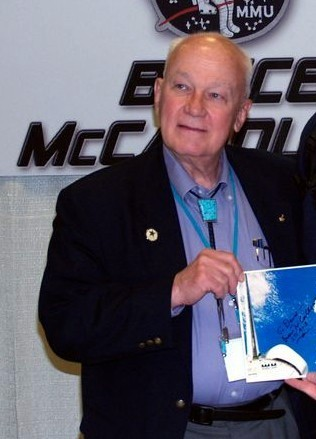
Bruce McCandless, 2009

Bruce McCandless II (ur. 8 czerwca 1937 w Bostonie, zm. 21 grudnia 2017) – amerykański astronauta, pilot wojskowy, inżynier, komandor United States Navy.

## Wykształcenie i służba wojskowa
- 1954 – został absolwentem Woodrow Wilson Senior High School w Long Beach w Kalifornii.
- 1958 – ukończył z drugą lokatą United States Naval Academy i rozpoczął czynną służbę w Marynarce Wojennej Stanów Zjednoczonych.
- 1960–1964 – w marcu 1960 został pilotem lotnictwa morskiego po zakończeniu przeszkolenia w bazach lotniczych – Pensacola na Florydzie oraz Kingsville w Teksasie.  Następnie, do lutego 1964 służył w 102 eskadrze myśliwców (Fighter Squadron 102) stacjonującej na lotniskowcach USS „Forrestal” i USS „Enterprise”. Brał udział w blokadzie morskiej Kuby podczas kryzysu kubańskiego. Na początku 1964 został przeniesiony do bazy Oceana  w Wirginii, do 43 eskadry szturmowej (Attack Squadron 43), w której był instruktorem. Po trzech miesiącach przeniesiono go na czas studiów do Naval Reserve Officer's Training Corps. Podczas służby wojskowej latał samolotami wielu typów, m.in. T-33B Shooting Star, T-38A Talon, F-4B Phantom II, F-6A Skyray, F-11 Tiger, TF-9J Cougar, T-1A Seastar i T-34B Mentor, oraz śmigłowcem Bell 47G.
- 1965 – uzyskał magisterium w dziedzinie elektrotechniki na Stanford University.
- 1987 – ukończył studia magisterskie z zakresu zarządzania na University of Houston–Clear Lake w teksańskiej Pasadenie.

Jako pilot samolotów i śmigłowców wylatał ponad 5200 godzin.

## Kariera astronauty i praca w NASA
- 4 kwietnia 1966 – zakwalifikował się do piątej grupy astronautów NASA. Zespół ten tworzyło dziewiętnastu pilotów wojskowych.
- Lipiec 1969 – pełnił funkcję operatora łączności (CapCom) podczas historycznego wyjścia Neila Armstronga na powierzchnię Księżyca.
- 1971 – należał do naziemnej załogi wspierającej astronautów misji Apollo 14.
- 1973 – był dublerem pilota pierwszej wyprawy załogowej na stację kosmiczną Skylab.
- 1973–1983 – pracował w Biurze Astronautów NASA. Uczestniczył w pracach projektowych osobistej jednostki manewrowej MMU (Manned Manoeuvring Unit), którą amerykańscy astronauci kilkakrotnie wykorzystali w programie Space Shuttle podczas spacerów kosmicznych. Ponadto uczestniczył w pracach m.in. nad projektami Inertial Upper Stage (IUS) i Solar Maximum Repair Mission oraz przy rozwoju programu stacji kosmicznej.
- Luty 1984 – uczestniczył w blisko ośmiodniowej misji STS-41-B, wchodząc w skład załogi promu Challenger. W czasie lotu jako pierwszy człowiek w historii pracował w otwartej przestrzeni kosmicznej bez stałego połączenia ze statkiem kosmicznym. Wykorzystał do tego plecak manewrowy MMU.
- 1988 – został wyznaczony do załogi podstawowej misji STS-31.
- 1990 – w kwietniu odbył pięciodniowy lot na pokładzie promu Discovery, a niedługo potem – 31 sierpnia – odszedł z NASA.

## Loty kosmiczne

### STS-41-B (Challenger F-4)
Po raz pierwszy poleciał w kosmos 3 lutego 1984 na pokładzie wahadłowca Challenger. Pozostałymi członkami załogi byli: Vance Brand – dowódca misji, Robert Gibson – pilot oraz Ronald McNair i Robert Stewart – specjaliści misji. Był to dziesiąty lot w ramach programu Space Shuttle. W czasie blisko ośmiodniowej ekspedycji astronauci próbowali umieścić na orbicie dwa satelity telekomunikacyjne – amerykański Westar 6 i indonezyjski Palapa B-2. Jednakże awarie silników PAM-D uniemożliwiły realizację tego zadania i oba obiekty nie osiągnęły zaplanowanych orbit. Najbardziej spektakularnym wydarzeniem podczas wyprawy były dwa spacery kosmiczne, które odbyli McCandless i Stewart. Obaj bez linek asekuracyjnych testowali plecaki manewrowe MMU, oddalając się od Challengera na odległość niemal 100 metrów. Po ośmiu dniach lotu wahadłowiec jako pierwszy prom kosmiczny wylądował na pasie Centrum Kosmicznego im. Johna F. Kennedy’ego na Przylądku Canaveral.

### STS-31 (Discovery F-10)
24 kwietnia 1990 po raz drugi znalazł się w kosmosie. Jako specjalista misji był członkiem załogi STS-31, którą dowodził Loren Shriver. Funkcję pilota promu Discovery pełnił Charles Bolden, a pozostałymi specjalistami misji byli Steven Hawley i Kathryn Sullivan. W ładowni wahadłowca znajdował się Kosmiczny Teleskop Hubble’a (HST), który 25 kwietnia załoga umieściła na orbicie kołowej o promieniu ok. 600 km. Podczas lotu astronauci wykonali szereg badań, m.in. mierzyli promieniowanie gamma w kabinie załogi, badali wzrost kryształów białkowych w warunkach mikrograwitacji i prowadzili doświadczenia z zakresu materiałoznawstwa. Misja była filmowana za pomocą kamery IMAX. 29 kwietnia, po ponad pięciu dobach od startu, prom z astronautami wylądował na pasie bazy lotniczej Edwards w Kalifornii.

## Po opuszczeniu NASA
Krótko po swoim drugim locie kosmicznym oraz zakończeniu pracy w NASA znalazł zatrudnienie w Martin Marietta Astronautics Company. Później został szefem naukowców w biurze Lockheed Martin's Advanced Space Transportation w Denver w Kolorado.

## Odznaczenia i nagrody
- NASA Exceptional Service Medal (1974)
- American Astronautical Society Victor A. Prather Award (1975, 1985)
- Medal za Lot Kosmiczny (1984, 1990)
- National Aeronautic Association Collier Trophy (1984)
- Defense Distinguished Service Medal (1985)
- NASA Exceptional Engineering Achievement Medal (1985)
- Smithsonian Institution National Air and Space Museum Trophy (1985)
- Legion of Merit (1988)
- National Defense Service Medal
- Armed Forces Expeditionary Medal
- Wprowadzenie do Panteonu Sławy Astronautów Stanów Zjednoczonych (United States Astronaut Hall of Fame) (2005)[2]
- Universal Astronaut Insignia za lot orbitalny (nr 133, pośmiertnie) – Stowarzyszenie Uczestników Lotów Kosmicznych (Association of Space Explorers(inne języki))[3]

## Wykaz lotów
| Loty kosmiczne, w których uczestniczył Bruce McCandless       | Loty kosmiczne, w których uczestniczył Bruce McCandless | Loty kosmiczne, w których uczestniczył Bruce McCandless | Loty kosmiczne, w których uczestniczył Bruce McCandless | Loty kosmiczne, w których uczestniczył Bruce McCandless | Loty kosmiczne, w których uczestniczył Bruce McCandless | Loty kosmiczne, w których uczestniczył Bruce McCandless |
| Nr                                                            | Data startu                                             | Data lądowania                                          | Statek kosmiczny                                        | Funkcja                                                 | Czas trwania                                            |                                                         |
| ------------------------------------------------------------- | ------------------------------------------------------- | ------------------------------------------------------- | ------------------------------------------------------- | ------------------------------------------------------- | ------------------------------------------------------- | ------------------------------------------------------- |
| 1                                                             | 3 lutego 1984                                           | 11 lutego 1984                                          | STS-41-B Challenger F-4                                 | Specjalista misji (MS-1)                                | 7 dni 23 godziny 15 minut i 55 sekund                   |                                                         |
| 2                                                             | 24 kwietnia 1990                                        | 29 kwietnia 1990                                        | STS-31 Discovery F-10                                   | Specjalista misji (MS-1)                                | 5 dni 1 godzina 16 minut i 1 sekunda                    |                                                         |
| Łączny czas spędzony w kosmosie – 13 dni 31 minut i 56 sekund |                                                         |                                                         |                                                         |                                                         |                                                         |                                                         |